# A557 (Frankrijk)
De A557 is een Franse autosnelweg. Hoewel het nummer niet heel bekend is, wordt de weg toch met dit nummer vermeld. De weg wordt soms verward met de D4c, die vlak langs de weg loopt. De weg is een eenrichtingssnelweg, en loopt alleen richting het westen. Dit komt niet vaak voor bij een autosnelweg.